# Jimmi Madsen
Pour les articles homonymes, voir Madsen.
Jimmi Madsen (né le 4 janvier 1969 à Copenhague) est un ancien coureur cycliste danois. Il a obtenu l'essentiel de ses succès sur piste, parmi lesquels 9 victoires en course de six jours. Il a également été médaillé de bronze de la poursuite par équipes lors des Jeux olympiques de 1992 à Barcelone.

## Palmarès sur piste

### Jeux olympiques
- Séoul 1988
  - 8e de la poursuite par équipes
- Barcelone 1992
  -  Médaillé de bronze de la poursuite par équipes
- Atlanta 1996
  - 13e de la poursuite par équipes
- Sydney 2000
  - 12e de l'américaine
  - 22e de la coure aux points

### Championnats du monde
- Hamar 1993
  -  Médaillé de bronze de la poursuite par équipes
- Berlin 1999
  -  Médaillé d'argent de l'américaine

### Coupe du monde
- 1998
  - 2e de la course aux points à Victoria
  - 3e de la poursuite par équipes à Victoria
- 1999
  - 2e de la poursuite par équipes à Cali
- 2001
  - 2e de la course aux points à Ipoh

### Six Jours
- 1995 : Copenhague (avec Danny Clark), Herning (avec Jens Veggerby)
- 1996 : Stuttgart (avec Jens Veggerby)
- 1997 : Copenhague, Herning (avec Jens Veggerby)
- 1998 : Brême (avec Jens Veggerby)
- 1999 : Gand (avec Scott McGrory), Copenhague (avec Tayeb Braikia)
- 2005 : Copenhague (avec Jakob Piil)

### Championnats d'Europe
- 1996
  -  Champion d'Europe de l'américaine (avec Jens Veggerby)
- 1997
  -  Champion d'Europe de l'américaine (avec Jens Veggerby)
- 2000
  -  Champion d'Europe du derny
- 2001
  -  Médaillé de bronze du derny

### Championnats des Pays nordiques
- Champion des Pays nordiques de poursuite par équipes en 1993 (avec Lars Otto Olsen, Michael Sandstød, Henrik Bandsholm et Jan Bo Petersen)

### Championnats du Danemark
- Champion du Danemark de poursuite juniors en 1986 et 1987
- Champion du Danemark de poursuite par équipes juniors en 1986 et 1987
- Champion du Danemark de poursuite par équipes amateurs en 1989, 1991 et 1992
- Champion du Danemark de poursuite par équipes en 1993, 1996 (avec Tayeb Braikia, Michael Sandstød, Frederik Bertelsen et Michael Steen Nielsen) et 1998 (avec Tayeb Braikia, Jakob Piil et Kim Marcussen)
- Champion du Danemark de poursuite en 1994 et 2000
- Champion du Danemark de la course aux points en 1995, 1998 et 2001
- Champion du Danemark de l'américaine en 1996 (avec Jens Veggerby), 1999 (avec Michael Sandstød), 2000 (avec Jakob Piil) et 2001 (avec Mads Christensen)
- Champion du Danemark de derny en 2000

## Palmarès sur route

### Par année
- 1994
  - 4ea étape du Tour de Bavière
  - 2e du Tour de Bavière
- 1995
  - 3ea étape du Tour de Bavière
  - 3e du championnat du Danemark du contre-la-montre
- 1997
  -  Champion du Danemark du contre-la-montre par équipes (avec Jacob Nielsen, Jens Knudsen, Jan Bo Petersen, Ole Ørsted et Jakob Piil)
- 1998
  - 2e du championnat du Danemark du contre-la-montre par équipes
- 2000
  - 2e du Grand Prix Midtbank

### Résultats sur le Tour d'Italie
1 participation
- 2002 : 108e